# Миляев, Александр Павлович
Александр Павлович Миляев (прозвище — «Саша Резаный», 6 декабря 1899—1957) — советский бильярдист, организатор и тренер бильярдных секций.
Победитель Первого Всесоюзного турнира сильнейших бильярдистов (1939), первый в истории Мастер спорта СССР по бильярду (1939).
Член команды «Спартак», победившей на розыгрыше командного первенства Москвы по бильярду (1946). Чемпион Москвы по «Русской пирамиде» (1948).

## Биография
Родился в 1899 году в городе Рузаевка в семье зажиточных мещан, недавно переехавших в растущий город из Саранска.
Закончил городское четырёхклассное училище при железнодорожной станции.
В 1920 годы переехал жить в Екатеринбург к сестре, где работал служащим на обувной фабрике.
Игрой в бильярд увлёкся ещё в юности и к концу 1920-х годов был уже мастером игры.
В 1930 годах с семьей переехал в Москву, где, получив комнату в коммунальной квартире в доме в Георгиевском переулке, устроился маркёром в бильярдной при гостинице «Москва».
Был одним из активных организаторов и тренеров организованной в 1929 году бильярдной секции при «Доме ученых» (вначале называемой «биллиардный кружок при клубе Дома Ученых»). Приглашался как тренер во все общества, где были бильярдные секции: Всесоюзное общество старых большевиков, Клуб милиции, Центральный дом Красной армии, Клуб писателей, Дом кино и др.
С 1937 года работал устроителем и тренером бильярдной секции в «Клубе летчиков», который находился в гостинице «Советская».
Участник Всесоюзного турнира сильнейших бильярдистов, проходившего с 6 по 12 апреля 1939 года в Ленинграде, выступал от ДСО «Спартак».
Как писала освещавшая турнир газета «Вечерняя Москва», финальные встречи четырёх финалистов — москвичей Миляева, Кобзева, Кочеткова и ленинградца Галахина — продолжались два дня. В первый день Миляев выиграл у Кочеткова две партии, остальные игры участников окончились вничью. Во второй день Миляев выиграл по две партии у Кобзева и Галахина, а Галахин с Кочетковым сыграли вничью. Из шести финальных партий Миляев не проиграл ни одной, набрав в итоге 12 очков — столько же сколько трое его соперников вместе — каждый из них набрал по 4 очка.
Миляеву, как победителю турника, впервые в истории русского бильярда, было присвоено звание «Мастер спорта по бильярду».
В 1940-е и 1950-е годы работал маркером в бильярдной секции «Дома учёных».

С бильярдистами — членами секции, Миляев играл редко и, как правило, на большой форе. Гораздо чаще показывал технику ударов или бильярдные трюки. 
Например, ставил биток на одном столе и забивал им другой шар, стоящий на другом столе на расстоянии около 3 метров.— 
В 1940 году, снова выступая от «Спартака», на Розыгрыше личного первенства Москвы по бильярду уступил первое место представляющему ДСО «Динамо» Н. Кобзеву.
В 1946 году был в составе команды «Спартак» победившей на розыгрыше командного первенства Москвы по бильярду.
В 1948 году стал чемпионом Москвы по «Русской пирамиде», выиграв в финале у Николая Ивановича Березина (прозвище «Бейлис»).
Скончался в 1957 году от сердечного приступа.

## Интересные факты
- За всю историю СССР звание «Мастер спорта СССР по бильярду» получили всего девять человек: до войны звание было присвоено А. Миляеву, Н. Березину и Н. В. Кобзеву, а в следующий раз только в 1989 году — бильярдистам, занявшим первые шесть мест на чемпионате СССР.
- Прозвище «Резаный» явно отсылает к так называемому резаному удару в бильярде или «резке» — сыгрыванию шаров, расположенных вне линии, которая соединяет центры битка и лузы.
- В финальной сцене вышедшего в 1998 году фильма «Классик» право первого удара на турнире получает знаменитый бильярдный ветеран Вася «Резаный». Существует мнение[5], что прозвище персонажу фильма дано с учётом реально существовавшего прозвища Александра Миляева «Саша Резаный».